# Tiago Terroso
Tiago Terroso, właśc. Tiago André Ramos Terroso (ur. 13 stycznia 1988 w Vila do Conde, w dystrykcie Porto) – portugalski piłkarz grający na pozycji pomocnika.

## Kariera piłkarska

### Kariera klubowa
Wychowanek klubu Rio Ave FC, w barwach którego w 2007 rozpoczął karierę piłkarską. W sezonie 2008/09 był wypożyczony do F.C. Pampilhosa. Latem 2010 przeszedł do Varzim SC, a po zakończeniu sezonu przeniósł się do União Leiria. 25 lutego 2012 podpisał 2,5-letni kontrakt z ukraińskim klubem Czornomoreć Odessa. W styczniu 2013 kontrakt za obopólną zgodą został rozwiązany i 18 stycznia przeszedł do SC Olhanense.